# Australian shepherd
Australian shepherd (eller aussie som de också kallas) är en hundras som trots sitt namn härstammar från USA. Det är en brukshund med goda vall- och vaktinstinkter. Aussien hör till de populäraste hundraserna i Frankrike och Belgien.

## Historia
Mycket lite är känt om australian shepherds ursprung. Man tror att den fått sitt namn efter fåren som importerats från Australien. En vanlig teori är att den har sitt ursprung i baskiska vallhundar (motsvarande Perro de pastor vasco) som kommit till Kalifornien med basker som invandrat via Australien. Före 1945 är namnet australian shepherd inte känt. Andra namn hundtypen gått under är Spanish Shepherd, Pastor Dog, Bob-Tail,       Blue Heeler, New Mexican Shepherd och California Shepherd.
Den amerikanska rasklubben bildades 1957. Första gången rasen deltog på hundutställning var 1958 i Arizona. Den första rasstandarden antogs 1961. 1993 erkändes australian shepherd av American Kennel Club (AKC). 1990 kom den första australian shepharden till Sverige, men inte förrän 1993, då rasen erkänts i USA, gick det att få en australian shephard registrerad hos Svenska Kennelklubben (SKK).

## Egenskaper
Rasen skall vara en intelligent arbetshund med utpräglad vakt- och vallningsinstinkt, en god kamrat och ha kraft att arbeta en hel dag. Den är en favorit på amerikanska rancher och visas ofta upp på rodeo. I Sverige är den populär för hundsporter som bruksprov, lydnadsprov och agility.

## Utseende
Australian skall vara välbalanserad, något längre än hög och av medelstorlek. Hanhundens kroppskonstitution skall ha en maskulin framtoning utan att för den skull vara grov. Tiken skall ge ett feminint intryck utan att vara finlemmad. Rasen skall vara uppmärksam och livlig, smidig och vig, solid och muskulös utan att vara klumpig.
Australian shepherds färger är mycket varierande. Svart och röd är grundfärg men då det i rasen även förekommer merleanlag – det vill säga en gen som ger en spräcklig färg, så förekommer också blue merle (svart med merleanlag) och red merle (röd med merleanlag). Dessa hundar blir fläckiga med mörkare svartgrå eller röda fläckar på ljusare grå eller rödgrå botten. Andra färger som förekommer i Australian Shepherd är alla med eller utan vita tecken och/eller tan-tecken. Till dessa fyra färger tillkommer möjlighet för gula-röda tantecken på framförallt huvud och ben samt vita tecken även dessa på huvud, hals och ben. Sammantaget ger detta 16 olika färgvarianter. Vitt får förekomma på halsen, som en del av eller som hel krage, som bläs, på nospartiets nedre del samt på bröst och ben. Det vita på huvudet skall inte dominera och ögonen skall omges av färg. Pälsfärgen hos melerade hundar mörknar med åldern.
Vad gäller svanslängden finns den i en mängd olika medfödda varianter, allt från hellång till mycket kort stubbsvans. Rasen är i ursprungslandet en kuperingsras men i Sverige är kupering förbjudet. 
Även ögonen förekommer i olika färger från mörkt bruna, bärnstensfärgade, gula och blå samt olika kombinationer av dessa färger. Inte helt sällan har en aussie olika färg på sina ögon, eller till och med olika färg på samma öga. Alla ögonfärger är tillåtet oberoende av hundens färg. 
Hanen blir ungefär 51–59 cm i mankhöjd och har något grövre kroppsbyggnad än tiken som blir ungefär 46–54 cm i mankhöjd. Hundarna väger mellan 16 och 32 kilo, och tikarna faller natuligt i den undre delen av skalan, medan hanarna finns i den övre.